# 미스터리 특공대
《미스터리 특공대》는 대한민국의 SBS에 방송됐던 예능 프로그램인데 tvN 《심령솔루션》과 프로그램 콘셉트가 유사하다는 지적을 산 데다
2008년 8월 한달간 방송통신심의위원회에 접수된 시청자 민원 중 아들이 부모를 폭행하는 장면을 내보내 39건의 항의를 받아 지상파 3사 프로그램 중에서 가장 많은 불만을 샀다.
게다가, 방송이 국민의 올바른 가치관과 규범의 정립, 사회윤리 및 공중도덕의 신장에 이바지하여야 한다는 등의 방송심의에 관한 규정을 위반해 방송통신심의위원회로부터 '경고' 조치를 받아 2008년 가을개편으로
 막을 내렸다.

## 기획 의도
시청자들이 궁금해하는 온갖 미스터리를 연예인이 직접 뛰어들어 파헤치는 흥미진진한 리얼 버라이어티 프로그램이다.

## 역대 진행자
- 김용만
- 이혁재
- 정형돈
- 문희준
- 김지혜

## 결방
- 2008년 8월 7일 - 8시부터 《베이징 올림픽》빅매치 축구 D조 예선 <한국 VS 카메룬> 중계 편성에 따라 수목 미니시리즈 《워킹맘》이 10시 45분으로 이동하여[4] 결방
- 2008년 8월 14일 - 건국 60년 광복 63년 특집 《나라사랑 독도함 콘서트》편성[5]
- 2008년 10월 2일 - 특집 추억게임 《리멤버》편성[6]